# Glider (EP)
Glider è il nono EP del gruppo musicale irlandese My Bloody Valentine, pubblicato nel 1990 dalla Creation Records.
Il brano Soon venne inserito nell'album del 1991, Loveless.

## Tracce
Tutti i brani sono di Kevin Shields, eccetto dove indicato.
1. Soon - 7:00
2. Glider - 3:10
3. Don't Ask Why - 4:03
4. Off Your Face - 4:15 (Shields/Bilinda Butcher)

## Formazione
- Kevin Shields - chitarra, voce
- Bilinda Butcher - chitarra, voce
- Colm Ó Cíosóig - batteria
- Debbie Googe - basso